# Anton Shchetinin
Anton Shchetinin (* 27. März 1986) ist ein australischer Fußballschiedsrichterassistent. Er steht als dieser seit 2016 auf der Liste der FIFA-Schiedsrichter.

## Karriere
Als Assistent begleitete er Spiele bei der U-23-Asienmeisterschaft 2020, Olympia 2020, der Asienmeisterschaft 2019 aber auch der Klub-WM 2021. Er wurde zur Weltmeisterschaft 2022 ins Aufgebot der Assistenten berufen.